# Штайнах (Баден-Вюртемберг)
Штайнах (нім. Steinach) — громада в Німеччині, знаходиться в землі Баден-Вюртемберг. Підпорядковується адміністративному округу Фрайбург. Входить до складу району Ортенау.
Площа — 33,33 км2. Населення становить 3943 ос. (станом на 31 грудня 2020).